# 南瓜小浪花介
南瓜小浪花介（学名：Cytherella pumpkinae）为小浪花介科小浪花介屬下的一个种。